# Суровичевска римска вила
Суровичевската римска вила (на гръцки: Ρωμαϊκή βίλα στο Αμύνταιο), наречена Александровата вила, е археологически обект в леринското градче Суровичево (Аминдео), Егейска Македония.
Вилата е открита през лятото на 2017 година. Обектът е забележителен както със своите размери, така и с изключителните произведения на изкуството, скулптури и мозайки от III век, които са запазени в отлично състояние. Богато украсени с мозайка подове на обща площ от 360 m2 с различни теми от гръцката митология, както и статуи на божества са открити в Залата на Европа, Залата на Нереидите, Залата на звяра и шест други стаи на вилата. Целият комплекс заема 5 декара и има 96 помещения - малки и големи стаи, бани, коридори или галерии и вътрешни дворове. Вилата датира около средата на III век, когато районът се радва на мир. Собствениците са богати служители на римската администрация, любители на гръцкото образование и древногръцката култура - в надпис в Залата на Европа са запазени имената Александър и Мемия.